# Добронь (гміна)
Гміна Добронь (пол. Gmina Dobroń) — сільська гміна у центральній Польщі. Належить до Паб'яницького повіту Лодзинського воєводства.
Станом на 31 грудня 2011 у гміні проживало 7293 особи.

## Площа
Згідно з даними за 2007 рік площа гміни становила 94.37 км², у тому числі:
- орні землі: 52.00%
- ліси: 41.00%

Таким чином, площа гміни становить 19.23% площі повіту.

## Населення
Станом на 31 грудня 2011:
| Опис     | Загалом | Загалом | Чоловіки | Чоловіки | Жінки | Жінки |
| -------- | ------- | ------- | -------- | -------- | ----- | ----- |
| одиниця  | осіб    | %       | осіб     | %        | осіб  | %     |
| все      | 7293    | 100     | 3572     | 48.98    | 3721  | 51.02 |
| міське   | 0       | 100     | 0        |          | 0     |       |
| сільське | 7293    | 100     | 3572     | 48.98    | 3721  | 51.02 |

## Сусідні гміни
Гміна Добронь межує з такими гмінами: Водзеради, Длутув, Ласьк, Паб'яніце, Паб'яніце.